# Печерский парк

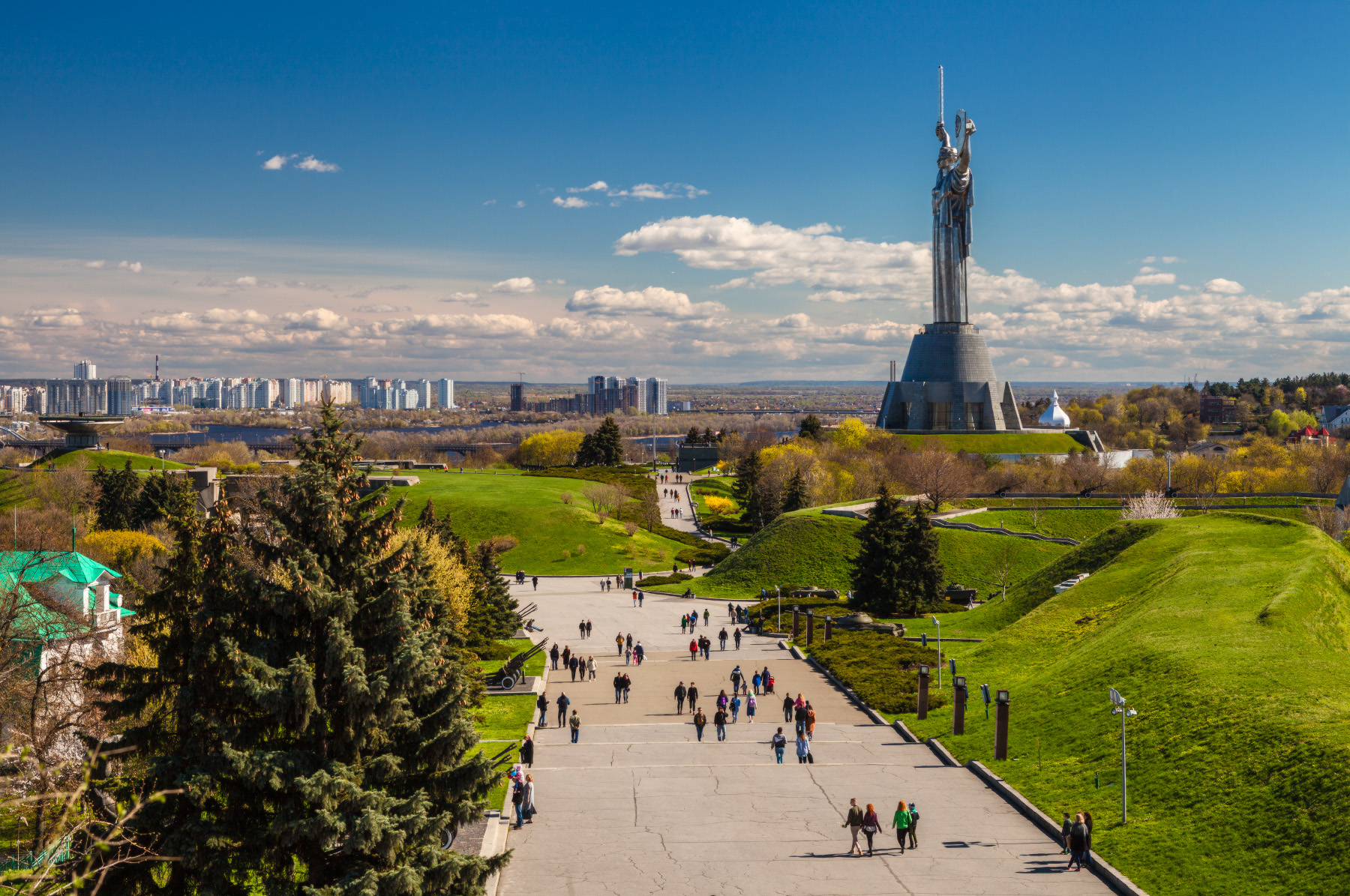
Печерский ландшафтный парк. Вид на Родину-мать

Пече́рский ландша́фтный парк (укр. Печерський ландшафтний парк) — парк в Киеве, созданный в 1981 году как продолжение полосы городских парков на склонах Днепра во время строительства мемориального комплекса Национального музея истории Великой Отечественной войны 1941—1945 годов. Общая площадь парка — 43,7 га.
При создании парка склоны между Киево-Печерской лаврой, новым музеем и Набережным шоссе привели в порядок, проложили дорожки, обустроили площадки для отдыха, ступени. Разбили газоны и клумбы. В конце 1980-х годов в центральной части парка построили Певческое поле, а с начала 1990-х годов тут проходит ежегодная городская выставка цветов.
Зелёные насаждения представляют: клён остролистный, каштан конский, берёза бородавчатая, хвойные, граб и декоративно-ценные породы кустарников.